# Molophilus cyatheticolus
Molophilus cyatheticolus là một loài ruồi trong họ Limoniidae. Chúng phân bố ở miền Australasia.